# Liste des députés allemands de l'Empire allemand (12e législature)
Les députés de la douzième législature du Reichstag sont les députés du Reichstag élus lors des élections législatives allemandes de 1907 pour la période 1907-1912.

## Liste des députés
| État                                      | District          | Circonscription | Élu                                      | Parti | Parti            |
| ----------------------------------------- | ----------------- | --- | ---------------------------------------- | ----- | ---------------- |
| Royaume de Prusse (Prusse-Orientale)      | Königsberg        | 01 (Memel-Heydekrug) | Felix Schwabach                          |       | NLP              |
| Royaume de Prusse (Prusse-Orientale)      | Königsberg        | 02 (Labiau-Wehlau) | Leberecht Arendt                         |       | DKP              |
| Royaume de Prusse (Prusse-Orientale)      | Königsberg        | 03 (Königsberg-Ville) | Robert Gyßling                           |       | FVp              |
| Royaume de Prusse (Prusse-Orientale)      | Königsberg        | 04 (Fischhausen-Königsberg-Campagne) | Richard zu Dohna-Schlobitten             |       | DKP              |
| Royaume de Prusse (Prusse-Orientale)      | Königsberg        | 05 (Heiligenbeil-Preußisch Eylau) | Carl von Elern                           |       | DKP              |
| Royaume de Prusse (Prusse-Orientale)      | Königsberg        | 06 (Braunsberg-Heilsberg) | Cölestin Krebs                           |       | ZEN              |
| Royaume de Prusse (Prusse-Orientale)      | Königsberg        | 07 (Preußisch Holland-Mohrungen) | Hermann Otto Glüer                       |       | DKP              |
| Royaume de Prusse (Prusse-Orientale)      | Königsberg        | 08 (Osterode-Neidenburg) | Hermann Nehbel                           |       | DKP              |
| Royaume de Prusse (Prusse-Orientale)      | Königsberg        | 09 (Allenstein-Rößel) | Johann Hirschberg                        |       | ZEN              |
| Royaume de Prusse (Prusse-Orientale)      | Königsberg        | 10 (Rastenburg-Friedland-Gerdauen) | Bernhard von Pressentin                  |       | DKP              |
| Royaume de Prusse (Prusse-Orientale)      | Gumbinnen         | 01 (Tilsit-Niederung) | Georg Schickert                          |       | DKP              |
| Royaume de Prusse (Prusse-Orientale)      | Gumbinnen         | 02 (Ragnit-Pillkallen) | Hans von Kanitz                          |       | DKP              |
| Royaume de Prusse (Prusse-Orientale)      | Gumbinnen         | 03 (Gumbinnen-Insterbourg) | Julius Mentz                             |       | DKP              |
| Royaume de Prusse (Prusse-Orientale)      | Gumbinnen         | 04 (Stallupönen-Goldap-Darkehmen) | Hermann Kreth                            |       | DKP              |
| Royaume de Prusse (Prusse-Orientale)      | Gumbinnen         | 05 (Angerburg-Lötzen) | Ludwig von Staudy                        |       | DKP              |
| Royaume de Prusse (Prusse-Orientale)      | Gumbinnen         | 06 (Oletzko-Lyck-Johannisburg) | Udo de Stolberg-Wernigerode              |       | DKP              |
| Royaume de Prusse (Prusse-Orientale)      | Gumbinnen         | 07 (Sensburg-Ortelsbourg) | Ferdinand Rogalla von Bieberstein        |       | DKP              |
| Royaume de Prusse (Prusse-Occidentale)    | Dantzig           | 01 (Marienbourg-Elbing) | Elard Kurt von Oldenburg                 |       | DKP              |
| Royaume de Prusse (Prusse-Occidentale)    | Dantzig           | 02 (Dantzig-Haut-Dantzig-Bas) | Franz Doerksen                           |       | DRP              |
| Royaume de Prusse (Prusse-Occidentale)    | Dantzig           | 03 (Dantzig-Ville) | Karl Mommsen                             |       | FVg              |
| Royaume de Prusse (Prusse-Occidentale)    | Dantzig           | 04 (Neustadt-Putzig-Karthaus) | Roman von Janta-Polczynski               |       | Pole             |
| Royaume de Prusse (Prusse-Occidentale)    | Dantzig           | 05 (Berent-Preußisch Stargard-Dirschau) | Jan Brejski                              |       | Pole             |
| Royaume de Prusse (Prusse-Occidentale)    | Marienwerder      | 01 (Marienwerder-Stuhm) | Karl Witt                                |       | DRP              |
| Royaume de Prusse (Prusse-Occidentale)    | Marienwerder      | 02 (Rosenberg-Löbau-en-Prusse-Occidentale (de)) | Konrad Finck von Finckenstein            |       | DKP              |
| Royaume de Prusse (Prusse-Occidentale)    | Marienwerder      | 03 (Graudenz-Strasbourg) | Julius Sieg                              |       | NLP              |
| Royaume de Prusse (Prusse-Occidentale)    | Marienwerder      | 04 (Thorn-Kulm-Briesen) | Felix Ortel                              |       | NLP              |
| Royaume de Prusse (Prusse-Occidentale)    | Marienwerder      | 05 (Schwetz) | Julian von Saß-Jaworski                  |       | Pole             |
| Royaume de Prusse (Prusse-Occidentale)    | Marienwerder      | 06 (Konitz-Tuchel) | Wiktor Kulerski                          |       | Pole             |
| Royaume de Prusse (Prusse-Occidentale)    | Marienwerder      | 07 (Schlochau-Flatow) | Fritz Wilckens                           |       | DKP              |
| Royaume de Prusse (Prusse-Occidentale)    | Marienwerder      | 08 (Deutsch-Krone) | Karl von Gamp-Massaunen                  |       | DRP              |
| Royaume de Prusse (Berlin)                | Berlin            | 01 (Alt-Berlin-Cölln-Friedrichswerder-Dorotheenstadt-Friedrichstadt-Nord) | Johannes Kaempf                          |       | FVp              |
| Royaume de Prusse (Berlin)                | Berlin            | 02 (Schöneberger Vorstadt-Friedrichsvorstadt-Tempelhofer Vorstadt-Friedrichstadt-Sud) | Richard Fischer                          |       | SPD              |
| Royaume de Prusse (Berlin)                | Berlin            | 03 (Luisenstadt-Neu-Cölln) | Wolfgang Heine                           |       | SPD              |
| Royaume de Prusse (Berlin)                | Berlin            | 04 (Luisenstadt-Stralauer Vorstadt-Königsstadt-Est) | Paul Singer                              |       | SPD              |
| Royaume de Prusse (Berlin)                | Berlin            | 05 (Spandauer Vorstadt-Friedrich-Wilhelm-Stadt-Königsstadt-Ouest) | Robert Schmidt                           |       | SPD              |
| Royaume de Prusse (Berlin)                | Berlin            | 06 (Wedding-Gesundbrunnen-Moabit-Oranienburger Vorstadt-Rosenthaler Vorstadt) | Georg Ledebour                           |       | SPD              |
| Royaume de Prusse (Brandebourg)           | Potsdam           | 01 (Prignitz-de-l'Ouest) | Hans Stubbendorff                        |       | DRP              |
| Royaume de Prusse (Brandebourg)           | Potsdam           | 02 (Prignitz-de-l'Est) | Richard Löscher                          |       | DRP              |
| Royaume de Prusse (Brandebourg)           | Potsdam           | 03 (Ruppin-Templin) | Hermann Dietrich                         |       | DKP              |
| Royaume de Prusse (Brandebourg)           | Potsdam           | 04 (Prenzlau-Angermünde) | Ulrich von Winterfeldt                   |       | DKP              |
| Royaume de Prusse (Brandebourg)           | Potsdam           | 05 (Haut-Barnim) | Moritz Pauli                             |       | DRP              |
| Royaume de Prusse (Brandebourg)           | Potsdam           | 06 (Bas-Barnim-Lichtenberg) | Arthur Stadthagen                        |       | SPD              |
| Royaume de Prusse (Brandebourg)           | Potsdam           | 07 (Potsdam-Havelland-de-l'Est-Spandau) | August Pauli                             |       | DKP              |
| Royaume de Prusse (Brandebourg)           | Potsdam           | 08 (Brandebourg-sur-la-Havel-Havelland-de-l'Ouest) | Max Görcke                               |       | NLP              |
| Royaume de Prusse (Brandebourg)           | Potsdam           | 09 (Zauch-Belzig-Jüterbog-Luckenwalde) | Ulrich von Oertzen                       |       | DRP              |
| Royaume de Prusse (Brandebourg)           | Potsdam           | 10 (Teltow-Beeskow-Storkow-Charlottenbourg-Schöneberg-Neukölln-Wilmersdorf) | Fritz Zubeil                             |       | SPD              |
| Royaume de Prusse (Brandebourg)           | Francfort         | 01 (Arnswalde-Friedeberg) | Wilhelm Bruhn                            |       | Antisémite (Ref) |
| Royaume de Prusse (Brandebourg)           | Francfort         | 02 (Landsberg-sur-la-Warthe-Soldin) | Kunibert Böning                          |       | DKP              |
| Royaume de Prusse (Brandebourg)           | Francfort         | 03 (Königsberg) | Werner von Saldern                       |       | DKP              |
| Royaume de Prusse (Brandebourg)           | Francfort         | 04 (Francfort-sur-l'Oder-Lebus) | Albert Detto                             |       | NLP              |
| Royaume de Prusse (Brandebourg)           | Francfort         | 05 (Sternberg-Est-Sternberg-Ouest) | Axel von Kaphengst                       |       | DKP              |
| Royaume de Prusse (Brandebourg)           | Francfort         | 06 (Züllichau-Schwiebus-Crossen-sur-l'Oder) | Karl Schlüter                            |       | DRP              |
| Royaume de Prusse (Brandebourg)           | Francfort         | 07 (Guben-Lübben) | Heinrich zu Schoenaich-Carolath          |       | NLP              |
| Royaume de Prusse (Brandebourg)           | Francfort         | 08 (Sorau-Forst) | Rudolf Bahn                              |       | NLP              |
| Royaume de Prusse (Brandebourg)           | Francfort         | 09 (Cottbus-Spremberg) | Willibald von Dirksen                    |       | DRP              |
| Royaume de Prusse (Brandebourg)           | Francfort         | 10 (Calau-Luckau) | Adolf Wilhelm Henning                    |       | DKP              |
| Royaume de Prusse (Poméranie)             | Stettin           | 01 (Demmin-Anklam) | Hans von Schwerin-Löwitz                 |       | DKP              |
| Royaume de Prusse (Poméranie)             | Stettin           | 02 (Ueckermünde-Usedom-Wollin) | Werner Delbrück                          |       | FVg              |
| Royaume de Prusse (Poméranie)             | Stettin           | 03 (Randow-Greifenhagen) | Fritz von Steinaecker                    |       | DKP              |
| Royaume de Prusse (Poméranie)             | Stettin           | 04 (Stettin) | Heinrich Dohrn                           |       | FVg              |
| Royaume de Prusse (Poméranie)             | Stettin           | 05 (Pyritz-Saatzig) | Wolfgang Gans zu Putlitz                 |       | DKP              |
| Royaume de Prusse (Poméranie)             | Stettin           | 06 (Naugard-Regenwalde) | Otto Siebenbürger                        |       | DKP              |
| Royaume de Prusse (Poméranie)             | Stettin           | 07 (Greifenberg-Cammin) | Oskar von Normann                        |       | DKP              |
| Royaume de Prusse (Poméranie)             | Köslin            | 01 (Stolp-Lauenbourg) | Arthur Will                              |       | DKP              |
| Royaume de Prusse (Poméranie)             | Köslin            | 02 (Bütow-Rummelsburg-Schlawe) | Hubert von Michaelis                     |       | DKP              |
| Royaume de Prusse (Poméranie)             | Köslin            | 03 (Köslin-Colberg-Cörlin-Bublitz) | Gustav Malkewitz                         |       | DKP              |
| Royaume de Prusse (Poméranie)             | Köslin            | 04 (Belgard-sur-la-Persante-Schivelbein-Dramburg) | Eugen von Brockhausen                    |       | DKP              |
| Royaume de Prusse (Poméranie)             | Köslin            | 05 (Neustettin) | Bogislav von Bonin                       |       | DKP              |
| Royaume de Prusse (Poméranie)             | Stralsund         | 01 (Rügen-Stralsund-Franzburg) | Edmund Stengel                           |       | FVp              |
| Royaume de Prusse (Poméranie)             | Stralsund         | 02 (Greifswald-Grimmen) | Georg Gothein                            |       | FVg              |
| Royaume de Prusse (Posnanie)              | Posen             | 01 (Posen) | Bernard von Chrzanowski                  |       | Pole             |
| Royaume de Prusse (Posnanie)              | Posen             | 02 (Samter-Birnbaum-Obornik-Schwerin-sur-la-Warthe) | Mathias von Brudzewo-Mielzynski          |       | Pole             |
| Royaume de Prusse (Posnanie)              | Posen             | 03 (Meseritz-Bomst) | Hans Otto von Gersdorff                  |       | DKP              |
| Royaume de Prusse (Posnanie)              | Posen             | 04 (Buk-Schmiegel-Kosten) | Witold von Skarzynski                    |       | Pole             |
| Royaume de Prusse (Posnanie)              | Posen             | 05 (Gostyn-Rawitsch) | Anton Stychel                            |       | Pole             |
| Royaume de Prusse (Posnanie)              | Posen             | 06 (Fraustadt-Lissa) | Max Kolbe                                |       | DRP              |
| Royaume de Prusse (Posnanie)              | Posen             | 07 (Schrimm-Schroda) | Alfred von Chlapowo Chlapowski           |       | Pole             |
| Royaume de Prusse (Posnanie)              | Posen             | 08 (Wreschen-Pleschen-Jarotschin) | Wladislaus Seyda                         |       | Pole             |
| Royaume de Prusse (Posnanie)              | Posen             | 09 (Krotoschin-Koschmin) | Wladislaus von Mieczkowski               |       | Pole             |
| Royaume de Prusse (Posnanie)              | Posen             | 10 (Adelnau-Schildberg-Ostrowo-Kempen-en-Posnanie) | Ferdinand von Radziwill                  |       | Pole             |
| Royaume de Prusse (Posnanie)              | Bromberg          | 01 (Czarnikau-Filehne-Colmar-en-Posnanie) | Max Zindler                              |       | DKP              |
| Royaume de Prusse (Posnanie)              | Bromberg          | 02 (Wirsitz-Schubin-Znin) | Leon von Czarlinski                      |       | Pole             |
| Royaume de Prusse (Posnanie)              | Bromberg          | 03 (Bromberg) | Georg Schultz                            |       | DRP              |
| Royaume de Prusse (Posnanie)              | Bromberg          | 04 (Hohensalza-Mogilno-Strelno) | Sigismund von Dziembowski-Pomian         |       | Pole             |
| Royaume de Prusse (Posnanie)              | Bromberg          | 05 (Gnesen-Wongrowitz-Witkowo) | Leon von Grabski                         |       | Pole             |
| Royaume de Prusse (Silésie)               | Breslau           | 01 (Guhrau-Steinau-Wohlau) | Friedrich von Carmer-Osten               |       | DKP              |
| Royaume de Prusse (Silésie)               | Breslau           | 02 (Militsch-Trebnitz) | Ernst von Heydebrand und der Lasa        |       | DKP              |
| Royaume de Prusse (Silésie)               | Breslau           | 03 (Groß Wartenberg-Œls) | Hans Euen                                |       | DKP              |
| Royaume de Prusse (Silésie)               | Breslau           | 04 (Namslau-Brieg) | Theodor Perniock                         |       | DKP              |
| Royaume de Prusse (Silésie)               | Breslau           | 05 (Ohlau-Strehlen-Nimptsch) | Robert Rother                            |       | DKP              |
| Royaume de Prusse (Silésie)               | Breslau           | 06 (Breslau-Est) | Hermann von Hatzfeldt                    |       | DRP              |
| Royaume de Prusse (Silésie)               | Breslau           | 07 (Breslau-Ouest) | Otto Pfundtner                           |       | FVp              |
| Royaume de Prusse (Silésie)               | Breslau           | 08 (Neumarkt-Breslau-Campagne) | Hans Ernst von Carmer-Zieserwitz         |       | DKP              |
| Royaume de Prusse (Silésie)               | Breslau           | 09 (Striegau-Schweidnitz) | Karl von Richthofen-Damsdorf             |       | DKP              |
| Royaume de Prusse (Silésie)               | Breslau           | 10 (Waldenburg) | Hermann Sachse                           |       | SPD              |
| Royaume de Prusse (Silésie)               | Breslau           | 11 (Reichenbach-Neurode) | Hermann Fleischer                        |       | ZEN              |
| Royaume de Prusse (Silésie)               | Breslau           | 12 (Glatz-Habelschwerdt) | Hans Georg von Oppersdorff               |       | ZEN              |
| Royaume de Prusse (Silésie)               | Breslau           | 13 (Frankenstein-Münsterberg) | Hans Praschma von Bilkau                 |       | ZEN              |
| Royaume de Prusse (Silésie)               | Oppeln            | 01 (Kreuzburg-Rosenberg-en-Haute-Silésie) | Christian-Kraft de Hohenlohe-Öhringen    |       | DKP              |
| Royaume de Prusse (Silésie)               | Oppeln            | 02 (Oppeln) | Paul Brandys                             |       | Pole             |
| Royaume de Prusse (Silésie)               | Oppeln            | 03 (Groß Strehlitz-Cosel) | Joseph Glowatzki                         |       | ZEN              |
| Royaume de Prusse (Silésie)               | Oppeln            | 04 (Lublinitz-Tost-Gleiwitz) | Theodor Jankowski                        |       | Pole             |
| Royaume de Prusse (Silésie)               | Oppeln            | 05 (Beuthen-Tarnowitz) | Adam Napieralski                         |       | Pole             |
| Royaume de Prusse (Silésie)               | Oppeln            | 06 (Kattowitz-Zabrze) | Wojciech Korfanty                        |       | Pole             |
| Royaume de Prusse (Silésie)               | Oppeln            | 07 (Pless-Rybnik) | Alexander Skowronski                     |       | Pole             |
| Royaume de Prusse (Silésie)               | Oppeln            | 08 (Ratibor) | Wilhelm Frank                            |       | ZEN              |
| Royaume de Prusse (Silésie)               | Oppeln            | 09 (Leobschütz) | Florian Klose                            |       | ZEN              |
| Royaume de Prusse (Silésie)               | Oppeln            | 10 (Neustadt-en-Haute-Silésie) | Franz Strzoda                            |       | ZEN              |
| Royaume de Prusse (Silésie)               | Oppeln            | 11 (Falkenberg-en-Haute-Silésie-Grottkau) | Alfred Hubrich                           |       | ZEN              |
| Royaume de Prusse (Silésie)               | Oppeln            | 12 (Neisse) | Albert Horn                              |       | ZEN              |
| Royaume de Prusse (Silésie)               | Liegnitz          | 01 (Grünberg-Freystadt) | Georg Beuchelt                           |       | DKP              |
| Royaume de Prusse (Silésie)               | Liegnitz          | 02 (Sagan-Sprottau) | Paul von Bolko                           |       | DKP              |
| Royaume de Prusse (Silésie)               | Liegnitz          | 03 (Glogau) | August Hoffmeister                       |       | FVg              |
| Royaume de Prusse (Silésie)               | Liegnitz          | 04 (Lüben-Bunzlau) | Karl Doormann                            |       | FVp              |
| Royaume de Prusse (Silésie)               | Liegnitz          | 05 (Löwenberg) | Julius Kopsch                            |       | FVp              |
| Royaume de Prusse (Silésie)               | Liegnitz          | 06 (Liegnitz-Goldberg-Haynau) | Otto Fischbeck                           |       | FVp              |
| Royaume de Prusse (Silésie)               | Liegnitz          | 07 (Landeshut-Jauer-Bolkenhain) | Otto Hermes                              |       | FVp              |
| Royaume de Prusse (Silésie)               | Liegnitz          | 08 (Schönau-Hirschberg) | Bruno Ablaß                              |       | FVp              |
| Royaume de Prusse (Silésie)               | Liegnitz          | 09 (Görlitz-Lauban) | Otto Mugdan                              |       | FVp              |
| Royaume de Prusse (Silésie)               | Liegnitz          | 10 (Rothenburg-Hoyerswerda) | Ernst Bassermann                         |       | NLP              |
| Royaume de Prusse (Saxe)                  | Magdebourg        | 01 (Salzwedel-Gardelegen) | Jordan von Kröcher                       |       | DKP              |
| Royaume de Prusse (Saxe)                  | Magdebourg        | 02 (Stendal-Osterburg) | Paul Fuhrmann                            |       | NLP              |
| Royaume de Prusse (Saxe)                  | Magdebourg        | 03 (Jerichow I-Jerichow II) | Rudolf von Byern                         |       | DKP              |
| Royaume de Prusse (Saxe)                  | Magdebourg        | 04 (Magdebourg) | Wilhelm Kobelt                           |       | Sans étiquette   |
| Royaume de Prusse (Saxe)                  | Magdebourg        | 05 (Neuhaldensleben-Wolmirstedt) | Andreas Fehlhauer                        |       | NLP              |
| Royaume de Prusse (Saxe)                  | Magdebourg        | 06 (Wanzleben) | Carl Rieseberg                           |       | Antisémite (WV)  |
| Royaume de Prusse (Saxe)                  | Magdebourg        | 07 (Aschersleben-Quedlinbourg-Calbe-sur-la-Saale) | Adolf Albrecht                           |       | SPD              |
| Royaume de Prusse (Saxe)                  | Magdebourg        | 08 (Halberstadt-Oschersleben-Wernigerode) | Hans Rimpau                              |       | NLP              |
| Royaume de Prusse (Saxe)                  | Mersebourg        | 01 (Liebenwerda-Torgau) | Albert Wilde                             |       | NLP              |
| Royaume de Prusse (Saxe)                  | Mersebourg        | 02 (Schweinitz-Wittemberg) | Heinrich Dove                            |       | FVg              |
| Royaume de Prusse (Saxe)                  | Mersebourg        | 03 (Bitterfeld-Delitzsch) | Louis Bauermeister                       |       | DRP              |
| Royaume de Prusse (Saxe)                  | Mersebourg        | 04 (Halle-sur-Saale-la Saale) | Carl Schmidt                             |       | FVp              |
| Royaume de Prusse (Saxe)                  | Mersebourg        | 05 (Mansfeld-Lac-Mansfeld-Montagne) | Otto Arendt                              |       | DRP              |
| Royaume de Prusse (Saxe)                  | Mersebourg        | 06 (Sangerhausen-Eckartsberga) | Karl Scherre                             |       | DRP              |
| Royaume de Prusse (Saxe)                  | Mersebourg        | 07 (Querfurt-Mersebourg) | Johann Friedrich Winckler                |       | DKP              |
| Royaume de Prusse (Saxe)                  | Mersebourg        | 08 (Naumbourg-Weißenfels-Zeitz) | Paul Sommer                              |       | FVp              |
| Royaume de Prusse (Saxe)                  | Erfurt            | 01 (Comté d'Hohenstein) | Otto Wiemer                              |       | FVp              |
| Royaume de Prusse (Saxe)                  | Erfurt            | 02 (Heiligenstadt-Worbis) | Josef von Strombeck                      |       | ZEN              |
| Royaume de Prusse (Saxe)                  | Erfurt            | 03 (Muhlouse-Langensalza-Weißensee) | Albert Arnstadt                          |       | DKP              |
| Royaume de Prusse (Saxe)                  | Erfurt            | 04 (Erfurt-Schleusingen-Ziegenrück) | Paul Hagemann                            |       | NLP              |
| Royaume de Prusse (Schleswig-Holstein)    |                   | 01 (Hadersleben-Sonderburg) | Hans Peter Hanssen                       |       | Däne             |
| Royaume de Prusse (Schleswig-Holstein)    |                   | 02 (Apenrade-Flensbourg) | Adolf Wommelsdorff                       |       | NLP              |
| Royaume de Prusse (Schleswig-Holstein)    |                   | 03 (Schleswig-Eckernförde) | Wilhelm Spethmann                        |       | FVp              |
| Royaume de Prusse (Schleswig-Holstein)    |                   | 04 (Tondern-Husum-Eiderstedt) | Johannes Leonhart                        |       | FVp              |
| Royaume de Prusse (Schleswig-Holstein)    |                   | 05 (Dithmarse-du-Nord-Dithmarse-du-Sud-Steinburg) | Wilhelm Görck                            |       | NLP              |
| Royaume de Prusse (Schleswig-Holstein)    |                   | 06 (Pinneberg-Segeberg) | Ernst Carstens                           |       | FVp              |
| Royaume de Prusse (Schleswig-Holstein)    |                   | 07 (Kiel-Rendsburg) | Carl Legien                              |       | SPD              |
| Royaume de Prusse (Schleswig-Holstein)    |                   | 08 (Altona-Stormarn) | Karl Frohme                              |       | SPD              |
| Royaume de Prusse (Schleswig-Holstein)    |                   | 09 (Oldenbourg-en-Holstein-Plön) | Wilhelm Struve                           |       | FVg              |
| Royaume de Prusse (Schleswig-Holstein)    |                   | 10 (Duché de Lauenbourg) | Siegfried Heckscher                      |       | FVg              |
| Royaume de Prusse (Hanovre)               |                   | 01 (Emden-Norden-Weener) | Edzard zu Innhausen und Knyphausen       |       | DKP              |
| Royaume de Prusse (Hanovre)               |                   | 02 (Aurich-Wittmund-Leer) | Johannes Semler                          |       | NLP              |
| Royaume de Prusse (Hanovre)               |                   | 03 (Meppen-Lingen-Bentheim-Aschendorf-Hümmling) | Carl Friedrich Engelen                   |       | ZEN              |
| Royaume de Prusse (Hanovre)               |                   | 04 (Osnabrück-Bersenbrück-Iburg) | Franz Bitter                             |       | ZEN              |
| Royaume de Prusse (Hanovre)               |                   | 05 (Melle-Diepholz-Wittlage-Sulingen-Stolzenau) | Friedrich Wachhorst de Wente             |       | NLP              |
| Royaume de Prusse (Hanovre)               |                   | 06 (Syke-Verden-Hoya-Achim) | Theodor Held                             |       | NLP              |
| Royaume de Prusse (Hanovre)               |                   | 07 (Nienburg-Neustadt am Rübenberge-Fallingbostel) | Wilhelm Arning                           |       | NLP              |
| Royaume de Prusse (Hanovre)               |                   | 08 (Hanovre) | August Brey                              |       | SPD              |
| Royaume de Prusse (Hanovre)               |                   | 09 (Hamelin-Linden-Springe) | Fritz Hausmann                           |       | NLP              |
| Royaume de Prusse (Hanovre)               |                   | 10 (Hildesheim-Marienburg-Alfeld-sur-la-Leine-Gronau) | Heinrich Feldmann                        |       | DKP              |
| Royaume de Prusse (Hanovre)               |                   | 11 (Einbeck-Northeim-Osterode am Harz-Uslar) | Hermann Findel                           |       | NLP              |
| Royaume de Prusse (Hanovre)               |                   | 12 (Göttingen-Duderstadt-Münden) | Karl Götz von Olenhusen                  |       | DHP              |
| Royaume de Prusse (Hanovre)               |                   | 13 (Goslar-Zellerfeld-Ilfeld) | Viktor Kölle                             |       | Antisémite (WV)  |
| Royaume de Prusse (Hanovre)               |                   | 14 (Gifhorn-Celle-Peine-Burgdorf) | Fritz Wehl                               |       | NLP              |
| Royaume de Prusse (Hanovre)               |                   | 15 (Lüchow-Uelzen-Dannenberg-Bleckede-Isenhagen) | August von der Wense                     |       | DRP              |
| Royaume de Prusse (Hanovre)               |                   | 16 (Lunebourg-Soltau-Winsen) | Rudolf Sievers                           |       | NLP              |
| Royaume de Prusse (Hanovre)               |                   | 17 (Harbourg-Rotenbourg-en-Hanovre-Zeven) | Wilhelm Varenhorst                       |       | DRP              |
| Royaume de Prusse (Hanovre)               |                   | 18 (Stade-Geestemünde-Bremervörde-Osterholz-Blumenthal) | Adolf Reese                              |       | NLP              |
| Royaume de Prusse (Hanovre)               |                   | 19 (Neuhaus-sur-l'Oste-Hadeln-Lehe-Kehdingen-Jork) | Diederich Hahn                           |       | BDL              |
| Royaume de Prusse (Westphalie)            | Münster           | 01 (Tecklembourg-Steinfurt-Ahaus) | Carl Herold                              |       | ZEN              |
| Royaume de Prusse (Westphalie)            | Münster           | 02 (Münster-Coesfeld) | Georg von Hertling                       |       | ZEN              |
| Royaume de Prusse (Westphalie)            | Münster           | 03 (Borken-Recklinghausen) | Karl Matthias Schiffer                   |       | ZEN              |
| Royaume de Prusse (Westphalie)            | Münster           | 04 (Lüdinghausen-Beckum-Warendorf) | Heinrich Wattendorf                      |       | ZEN              |
| Royaume de Prusse (Westphalie)            | Minden            | 01 (Minden-Lübbecke) | Karl Sielermann                          |       | DKP              |
| Royaume de Prusse (Westphalie)            | Minden            | 02 (Herford-Halle-en-Westphalie) | Heinrich Contze                          |       | NLP              |
| Royaume de Prusse (Westphalie)            | Minden            | 03 (Bielefeld-Wiedenbrück) | Carl Severing                            |       | SPD              |
| Royaume de Prusse (Westphalie)            | Minden            | 04 (Paderborn-Büren) | Karl von Savigny                         |       | ZEN              |
| Royaume de Prusse (Westphalie)            | Minden            | 05 (Höxter-Warburg) | Otto Schmidt                             |       | ZEN              |
| Royaume de Prusse (Westphalie)            | Arnsberg          | 01 (Wittgenstein-Siegen-Biedenkopf) | Adolf Stoecker                           |       | Antisémite (CSP) |
| Royaume de Prusse (Westphalie)            | Arnsberg          | 02 (Olpe-Arnsberg-Meschede) | Johannes Becker                          |       | ZEN              |
| Royaume de Prusse (Westphalie)            | Arnsberg          | 03 (Altena-Iserlohn-Lüdenscheid) | Ottomar Müller                           |       | FVp              |
| Royaume de Prusse (Westphalie)            | Arnsberg          | 04 (Hagen-Schwelm-Witten) | Willi Cuno                               |       | FVp              |
| Royaume de Prusse (Westphalie)            | Arnsberg          | 05 (Bochum-Gelsenkirchen-Hattingen-Herne) | Otto Hue                                 |       | SPD              |
| Royaume de Prusse (Westphalie)            | Arnsberg          | 06 (Dortmund-Hörde) | Theodor Bömelburg                        |       | SPD              |
| Royaume de Prusse (Westphalie)            | Arnsberg          | 07 (Hamm-Soest) | Joseph Wiedeberg                         |       | ZEN              |
| Royaume de Prusse (Westphalie)            | Arnsberg          | 08 (Lippstadt-Brilon) | Wilhelm Schwarze                         |       | ZEN              |
| Royaume de Prusse (Hesse-Nassau)          | Wiesbaden         | 01 (Haut-Taunus-Höchst-Usingen) | Friedrich Brühne                         |       | SPD              |
| Royaume de Prusse (Hesse-Nassau)          | Wiesbaden         | 02 (Wiesbaden-Rheingau-Bas-Taunus) | Gustav Lehmann                           |       | SPD              |
| Royaume de Prusse (Hesse-Nassau)          | Wiesbaden         | 03 (Saint-Goarshausen-Bas-Westerwald) | Anton Dahlem                             |       | ZEN              |
| Royaume de Prusse (Hesse-Nassau)          | Wiesbaden         | 04 (Limbourg-Haute-Lahn-Basse-Lahn) | Friedrich Buchsieb                       |       | NLP              |
| Royaume de Prusse (Hesse-Nassau)          | Wiesbaden         | 05 (Dill-Haut-Westerwald) | Georg Burckhardt                         |       | Antisémite (CSP) |
| Royaume de Prusse (Hesse-Nassau)          | Wiesbaden         | 06 (Francfort-sur-le-Main) | Max Quarck                               |       | DtVP             |
| Royaume de Prusse (Hesse-Nassau)          | Cassel            | 01 (Comté de Schaumbourg-Hofgeismar-Wolfhagen) | Richard Herzog                           |       | Antisémite (DSP) |
| Royaume de Prusse (Hesse-Nassau)          | Cassel            | 02 (Cassel-Melsungen) | Wilhelm Lattmann                         |       | Antisémite (DSP) |
| Royaume de Prusse (Hesse-Nassau)          | Cassel            | 03 (Fritzlar-Homberg-Ziegenhain) | Max Liebermann von Sonnenberg            |       | Antisémite (DSP) |
| Royaume de Prusse (Hesse-Nassau)          | Cassel            | 04 (Eschwege-Seigneurie de Schmalkalden-Witzenhausen) | Friedrich Raab                           |       | Antisémite (DSP) |
| Royaume de Prusse (Hesse-Nassau)          | Cassel            | 05 (Marbourg-Frankenberg-Kirchhain) | Karl Böhme                               |       | Antisémite (DSP) |
| Royaume de Prusse (Hesse-Nassau)          | Cassel            | 06 (Hersfeld-Rotenburg-sur-la-Fulda-Hünfeld) | Ludwig Werner                            |       | Antisémite (Ref) |
| Royaume de Prusse (Hesse-Nassau)          | Cassel            | 07 (Fulda-Schlüchtern-Gersfeld) | Richard Müller                           |       | ZEN              |
| Royaume de Prusse (Hesse-Nassau)          | Cassel            | 08 (Hanau-Gelnhausen) | Gustav Hoch                              |       | SPD              |
| Royaume de Prusse (Rhénanie)              | Cologne           | 01 (Cologne-Ville) | Karl Trimborn                            |       | ZEN              |
| Royaume de Prusse (Rhénanie)              | Cologne           | 02 (Cologne-Campagne) | Cornelius Hamecher                       |       | ZEN              |
| Royaume de Prusse (Rhénanie)              | Cologne           | 03 (Bergheim-sur-l'Erft-Euskirchen) | Martin Faßbender                         |       | ZEN              |
| Royaume de Prusse (Rhénanie)              | Cologne           | 04 (Rheinbach-Bonn) | Peter Spahn                              |       | ZEN              |
| Royaume de Prusse (Rhénanie)              | Cologne           | 05 (Sieg-Waldbröl) | Karl Georg Becker                        |       | ZEN              |
| Royaume de Prusse (Rhénanie)              | Cologne           | 06 (Mülheim-sur-le-Rhin-Gummersbach-Wipperfürth) | Hermann de Witt                          |       | ZEN              |
| Royaume de Prusse (Rhénanie)              | Düsseldorf        | 01 (Remscheid-Lennep-Mettmann) | Richard Eickhoff                         |       | FVp              |
| Royaume de Prusse (Rhénanie)              | Düsseldorf        | 02 (Elberfeld-Barmen) | Friedrich Linz                           |       | DRP              |
| Royaume de Prusse (Rhénanie)              | Düsseldorf        | 03 (Solingen) | Philipp Scheidemann                      |       | SPD              |
| Royaume de Prusse (Rhénanie)              | Düsseldorf        | 04 (Düsseldorf) | Theodor Kirsch                           |       | ZEN              |
| Royaume de Prusse (Rhénanie)              | Düsseldorf        | 05 (Essen-Ville) | Johannes Giesberts                       |       | ZEN              |
| Royaume de Prusse (Rhénanie)              | Düsseldorf        | 06 (Duisbourg-Mülheim-Ruhrort-Oberhausen) | Klemens Hengsbach                        |       | SPD              |
| Royaume de Prusse (Rhénanie)              | Düsseldorf        | 07 (Moers-Rees) | Karl Fritzen                             |       | ZEN              |
| Royaume de Prusse (Rhénanie)              | Düsseldorf        | 08 (Clèves-Gueldre) | Eduard Marcour                           |       | ZEN              |
| Royaume de Prusse (Rhénanie)              | Düsseldorf        | 09 (Kempen) | Aloys Fritzen                            |       | ZEN              |
| Royaume de Prusse (Rhénanie)              | Düsseldorf        | 10 (Gladbach) | Franz Hitze                              |       | ZEN              |
| Royaume de Prusse (Rhénanie)              | Düsseldorf        | 11 (Krefeld) | August Pieper                            |       | ZEN              |
| Royaume de Prusse (Rhénanie)              | Düsseldorf        | 12 (Neuss-Grevenbroich) | Hugo am Zehnhoff                         |       | ZEN              |
| Royaume de Prusse (Rhénanie)              | Coblence          | 01 (Wetzlar-Altenkirchen) | Franz Behrens                            |       | Antisémite (CSP) |
| Royaume de Prusse (Rhénanie)              | Coblence          | 02 (Neuwied) | Karl Stupp                               |       | ZEN              |
| Royaume de Prusse (Rhénanie)              | Coblence          | 03 (Coblence-Saint-Goar) | Georg Wellstein                          |       | ZEN              |
| Royaume de Prusse (Rhénanie)              | Coblence          | 04 (Kreuznach-Simmern) | Hermann Paasche                          |       | NLP              |
| Royaume de Prusse (Rhénanie)              | Coblence          | 05 (Mayen-Ahrweiler) | Peter Wallenborn                         |       | ZEN              |
| Royaume de Prusse (Rhénanie)              | Coblence          | 06 (Adenau-Cochem-Zell) | Gottfried Ruegenberg                     |       | ZEN              |
| Royaume de Prusse (Rhénanie)              | Trèves            | 01 (Daun-Bitburg-Prüm) | Georg Friedrich Dasbach                  |       | ZEN              |
| Royaume de Prusse (Rhénanie)              | Trèves            | 02 (Wittlich-Bernkastel) | Ferdinand von Wolff-Metternich           |       | ZEN              |
| Royaume de Prusse (Rhénanie)              | Trèves            | 03 (Trèves) | Jakob Euler                              |       | ZEN              |
| Royaume de Prusse (Rhénanie)              | Trèves            | 04 (Sarrelouis-Merzig-Sarrebourg) | Hermann Roeren                           |       | ZEN              |
| Royaume de Prusse (Rhénanie)              | Trèves            | 05 (Sarrebruck) | Heinrich Boltz                           |       | NLP              |
| Royaume de Prusse (Rhénanie)              | Trèves            | 06 (Ottweiler-Saint-Wendel-Meisenheim) | Conrad von Schubert                      |       | NLP              |
| Royaume de Prusse (Rhénanie)              | Aix-la-Chapelle   | 01 (Schleiden-Malmedy-Montjoie) | Franz von Arenberg                       |       | ZEN              |
| Royaume de Prusse (Rhénanie)              | Aix-la-Chapelle   | 02 (Eupen-Aix-la-Chapelle-Campagne) | Josef Nacken                             |       | ZEN              |
| Royaume de Prusse (Rhénanie)              | Aix-la-Chapelle   | 03 (Aix-la-Chapelle-Ville) | Hubert Sittart                           |       | ZEN              |
| Royaume de Prusse (Rhénanie)              | Aix-la-Chapelle   | 04 (Düren-Juliers) | Alfred von Hompesch                      |       | ZEN              |
| Royaume de Prusse (Rhénanie)              | Aix-la-Chapelle   | 05 (Geilenkirchen-Heinsberg-Erkelenz) | Anton Opfergelt                          |       | ZEN              |
| Royaume de Prusse (Hohenzollern)          | Sigmaringen       | 01 (Sigmaringen-Hechingen) | Emil Belzer                              |       | ZEN              |
| Royaume de Bavière                        | Haute-Bavière     | 01 (Munich I (Altstadt-Lehel-Maxvorstadt) | Gotthard Wölzl                           |       | NLP              |
| Royaume de Bavière                        | Haute-Bavière     | 02 (Munich II (Isarvorstadt-Ludwigsvorstadt-Au-Haidhausen-Giesing) -Munich-Campagne-Starnberg-Wolfratshausen | Georg von Vollmar                        |       | SPD              |
| Royaume de Bavière                        | Haute-Bavière     | 03 (Aichach-Friedberg-Dachau-Schrobenhausen) | Franz Beck                               |       | ZEN              |
| Royaume de Bavière                        | Haute-Bavière     | 04 (Ingolstadt-Freising-Pfaffenhofen) | Karl von Freyberg                        |       | ZEN              |
| Royaume de Bavière                        | Haute-Bavière     | 05 (Wasserburg-Erding-Mühldorf) | Martin Irl                               |       | ZEN              |
| Royaume de Bavière                        | Haute-Bavière     | 06 (Weilheim-Werdenfels-Bruck-Landsberg-Schongau) | Klemens von Thünefeld                    |       | ZEN              |
| Royaume de Bavière                        | Haute-Bavière     | 07 (Rosenheim-Ebersberg-Miesbach-Tölz) | Balthasar Ranner                         |       | ZEN              |
| Royaume de Bavière                        | Haute-Bavière     | 08 (Traunstein-Laufen-Berchtesgaden-Altötting) | Anton Lehemeir                           |       | ZEN              |
| Royaume de Bavière                        | Basse-Bavière     | 01 (Landshut-Dingolfing-Vilsbiburg) | Peter Gleitsmann                         |       | ZEN              |
| Royaume de Bavière                        | Basse-Bavière     | 02 (Straubing-Bogen-Landau-Vilshofen) | Joseph Schefbeck                         |       | ZEN              |
| Royaume de Bavière                        | Basse-Bavière     | 03 (Passau-Wegscheid-Wolfstein-Grafenau) | Franz Seraph Pichler                     |       | ZEN              |
| Royaume de Bavière                        | Basse-Bavière     | 04 (Pfarrkirchen-Eggenfelden-Griesbach) | Gottfried Mayer                          |       | ZEN              |
| Royaume de Bavière                        | Basse-Bavière     | 05 (Deggendorf-Regen-Viechtach-Kötzting) | Georg Hinterwinkler                      |       | ZEN              |
| Royaume de Bavière                        | Basse-Bavière     | 06 (Kelheim-Regen-Rottenburg-Mallersdorf) | Franz Xaver Steindl                      |       | ZEN              |
| Royaume de Bavière                        | Palatinat         | 01 (Spire-Ludwigshafen-Frankenthal) | Franz Josef Ehrhart                      |       | SPD              |
| Royaume de Bavière                        | Palatinat         | 02 (Landau-Neustadt-en-Haardt) | Wilhelm Schellhorn-Wallbillich           |       | NLP              |
| Royaume de Bavière                        | Palatinat         | 03 (Germersheim-Bergzabern) | Wilhelm Spindler                         |       | ZEN              |
| Royaume de Bavière                        | Palatinat         | 04 (Deux-Ponts-Pirmasens) | Heinrich Göring                          |       | ZEN              |
| Royaume de Bavière                        | Palatinat         | 05 (Hombourg-Kusel) | Heinrich Stauffer                        |       | BDL              |
| Royaume de Bavière                        | Palatinat         | 06 (Kaiserslautern-Kirchheimbolanden) | Gustav Roesicke                          |       | BDL              |
| Royaume de Bavière                        | Haut-Palatinat    | 01 (Ratisbonne-Burglengenfeld-Stadtamhof) | Max von Pfetten                          |       | ZEN              |
| Royaume de Bavière                        | Haut-Palatinat    | 02 (Amberg-Nabburg-Sulzbach-Eschenbach) | Michael Sir                              |       | ZEN              |
| Royaume de Bavière                        | Haut-Palatinat    | 03 (Neumarkt-Velburg-Hemau) | Anton Kohl                               |       | ZEN              |
| Royaume de Bavière                        | Haut-Palatinat    | 04 (Neunburg-Waldmünchen-Cham-Roding) | Carl Schirmer                            |       | ZEN              |
| Royaume de Bavière                        | Haut-Palatinat    | 05 (Neustadt-sur-la-Waldnaab-Vohenstrauß-Tirschenreuth) | Georg Heim                               |       | ZEN              |
| Royaume de Bavière                        | Haute-Franconie   | 01 (Hof-Naila-Rehau-Münchberg) | Erwin Goller                             |       | FVp              |
| Royaume de Bavière                        | Haute-Franconie   | 02 (Bayreuth-Wunsiedel-Berneck) | August Hagen                             |       | NLP              |
| Royaume de Bavière                        | Haute-Franconie   | 03 (Forchheim-Kulmbach-Pegnitz-Ebermannstadt) | Friedrich Neuner                         |       | NLP              |
| Royaume de Bavière                        | Haute-Franconie   | 04 (Kronach-Staffelstein-Lichtenfels-Stadtsteinach-Teuschnitz) | Maximilian Pfeiffer                      |       | ZEN              |
| Royaume de Bavière                        | Haute-Franconie   | 05 (Bamberg-Höchstadt) | Franz Xaver Schädler                     |       | ZEN              |
| Royaume de Bavière                        | Moyenne-Franconie | 01 (Nuremberg) | Albert Südekum                           |       | SPD              |
| Royaume de Bavière                        | Moyenne-Franconie | 02 (Erlangen-Fürth-Hersbruck) | Heinrich Manz                            |       | FVp              |
| Royaume de Bavière                        | Moyenne-Franconie | 03 (Ansbach-Schwabach-Heilsbronn) | Michael Hufnagel                         |       | DKP              |
| Royaume de Bavière                        | Moyenne-Franconie | 04 (Eichstätt-Beilngries-Weissembourg) | Karl Friedrich Speck                     |       | ZEN              |
| Royaume de Bavière                        | Moyenne-Franconie | 05 (Dinkelsbühl-Gunzenhausen-Feuchtwangen) | Tobias Nißler                            |       | DKP              |
| Royaume de Bavière                        | Moyenne-Franconie | 06 (Rothembourg-sur-la-Tauber-Neustadt-sur-l'Aisch) | Leonhard Hilpert                         |       | BB               |
| Royaume de Bavière                        | Basse-Franconie   | 01 (Aschaffenbourg-Alzenau-Obernburg-Miltenberg) | Liborius Gerstenberger                   |       | ZEN              |
| Royaume de Bavière                        | Basse-Franconie   | 02 (Kitzingen-Gerolzhofen-Ochsenfurt) | Luitpold Baumann                         |       | ZEN              |
| Royaume de Bavière                        | Basse-Franconie   | 03 (Lohr-Karlstadt-Hamelbourg-Marktheidenfeld-Gemünden) | Georg Stamm                              |       | ZEN              |
| Royaume de Bavière                        | Basse-Franconie   | 04 (Neustadt-sur-la-Saale-Brückenau-Mellrichstadt-Königshofen-Kissingen) | Caspar Haeusler                          |       | ZEN              |
| Royaume de Bavière                        | Basse-Franconie   | 05 (Schweinfurt-Haßfurt-Ebern) | Nikolaus Holzapfel                       |       | ZEN              |
| Royaume de Bavière                        | Basse-Franconie   | 06 (Wurtzbourg) | Johann Thaler                            |       | ZEN              |
| Royaume de Bavière                        | Souabe            | 01 (Augsbourg-Wertingen) | Richard Kalkhof                          |       | ZEN              |
| Royaume de Bavière                        | Souabe            | 02 (Donauwörth-Nördlingen-Neubourg) | Johann Pütz                              |       | ZEN              |
| Royaume de Bavière                        | Souabe            | 03 (Dillingen-Guntzbourg-Zusmarshausen) | Eugen Jäger                              |       | ZEN              |
| Royaume de Bavière                        | Souabe            | 04 (Illertissen-Neu-Ulm-Memmingen-Krumbach) | Benedikt Hebel                           |       | ZEN              |
| Royaume de Bavière                        | Souabe            | 05 (Kaufbeuren-Mindelheim-Oberdorf-Füssen) | Wilhelm Mayer                            |       | ZEN              |
| Royaume de Bavière                        | Souabe            | 06 (Immenstadt-Sonthofen-Kempten-en-Allgäu-Lindau) | Alois Schmid                             |       | ZEN              |
| Royaume de Saxe                           |                   | 01 (Zittau) | Louis Heinrich Buddeberg                 |       | FVp              |
| Royaume de Saxe                           |                   | 02 (Löbau) | Carl Wilhelm August Weber                |       | NLP              |
| Royaume de Saxe                           |                   | 03 (Bautzen-Kamenz-Bischofswerda) | Heinrich Gräfe                           |       | Antisémite (Ref) |
| Royaume de Saxe                           |                   | 04 (Dresde-rive-droite-Radeberg-Radeburg) | August Kaden                             |       | SPD              |
| Royaume de Saxe                           |                   | 05 (Dresde-rive-gauche) | Karl Heinze                              |       | NLP              |
| Royaume de Saxe                           |                   | 06 (Dresde-Campagne-Dippoldiswalde) | Georg Horn                               |       | SPD              |
| Royaume de Saxe                           |                   | 07 (Meissen-Großenhain-Riesa) | Gustav Gäbel                             |       | Antisémite (Ref) |
| Royaume de Saxe                           |                   | 08 (Pirna-Sebnitz) | Otto Hanisch                             |       | Antisémite (WV)  |
| Royaume de Saxe                           |                   | 09 (Freiberg-Hainichen) | Eduard Wagner                            |       | DKP              |
| Royaume de Saxe                           |                   | 10 (Döbeln-Nossen-Leisnig) | Otto Everling                            |       | NLP              |
| Royaume de Saxe                           |                   | 11 (Oschatz-Wurzen-Grimma) | Eduard Giese                             |       | DKP              |
| Royaume de Saxe                           |                   | 12 (Leipzig-Ville) | Johannes Junck                           |       | NLP              |
| Royaume de Saxe                           |                   | 13 (Leipzig-Campagne-Taucha-Markranstädt-Zwenkau) | Friedrich Geyer                          |       | SPD              |
| Royaume de Saxe                           |                   | 14 (Borna-Geithain-Rochlitz) | Eduard von Liebert                       |       | DRP              |
| Royaume de Saxe                           |                   | 15 (Mittweida-Frankenberg-Augustusburg) | Daniel Stücklen                          |       | SPD              |
| Royaume de Saxe                           |                   | 16 (Chemnitz) | Gustav Noske                             |       | SPD              |
| Royaume de Saxe                           |                   | 17 (Glauchau-Meerane-Hohenstein-Ernstthal) | Ignaz Auer                               |       | SPD              |
| Royaume de Saxe                           |                   | 18 (Zwickau-Crimmitschau-Werdau) | Karl Wilhelm Stolle                      |       | SPD              |
| Royaume de Saxe                           |                   | 19 (Stollberg-Schneeberg) | Hermann Goldstein                        |       | SPD              |
| Royaume de Saxe                           |                   | 20 (Marienberg-Zschopau) | Oswald Zimmermann                        |       | Antisémite (Ref) |
| Royaume de Saxe                           |                   | 21 (Annaberg-Schwarzenberg-Johanngeorgenstadt) | Gustav Stresemann                        |       | NLP              |
| Royaume de Saxe                           |                   | 22 (Auerbach-Zschopau) | Robert Merkel                            |       | NLP              |
| Royaume de Saxe                           |                   | 23 (Plauen-Oelsnitz-Klingenthal) | Oscar Günther                            |       | FVp              |
| Royaume de Wurtemberg                     |                   | 01 (Stuttgart) | Karl Hildenbrand                         |       | SPD              |
| Royaume de Wurtemberg                     |                   | 02 (Cannstatt-Louisbourg-Marbach-Waiblingen) | Johannes von Hieber                      |       | NLP              |
| Royaume de Wurtemberg                     |                   | 03 (Heilbronn-Besigheim-Brackenheim-Neckarsulm) | Friedrich Naumann                        |       | FVg              |
| Royaume de Wurtemberg                     |                   | 04 (Böblingen-Vaihingen-Leonberg-Maulbronn) | Jonathan Roth                            |       | BDL              |
| Royaume de Wurtemberg                     |                   | 05 (Esslingen-Nürtingen-Kirchheim-Urach) | Albert Wetzel                            |       | NLP              |
| Royaume de Wurtemberg                     |                   | 06 (Reutlingen-Tübingen-Rottenburg) | Friedrich von Payer                      |       | DtVP             |
| Royaume de Wurtemberg                     |                   | 07 (Nagold-Calw-Neuenbürg-Herrenberg) | Heinrich Schweickhardt                   |       | DtVP             |
| Royaume de Wurtemberg                     |                   | 08 (Freudenstadt-Horb-Oberndorf-Sulz) | Hermann Wagner                           |       | DtVP             |
| Royaume de Wurtemberg                     |                   | 09 (Balingen-Rottweil-Spaichingen-Tuttlingen) | Conrad Haußmann                          |       | DtVP             |
| Royaume de Wurtemberg                     |                   | 10 (Gmünd-Göppingen-Welzheim-Schorndorf) | Georg Wieland                            |       | DtVP             |
| Royaume de Wurtemberg                     |                   | 11 (Hall-Backnang-Öhringen-Weinsberg) | Wilhelm Vogt                             |       | BDL              |
| Royaume de Wurtemberg                     |                   | 12 (Gerabronn-Crailsheim-Mergentheim-Künzelsau) | Friedrich Vogt                           |       | BDL              |
| Royaume de Wurtemberg                     |                   | 13 (Aalen-Gaildorf-Neresheim-Ellwangen) | Fridolin Schneider                       |       | ZEN              |
| Royaume de Wurtemberg                     |                   | 14 (Ulm-Heidenheim-Geislingen) | Christian Storz                          |       | DtVP             |
| Royaume de Wurtemberg                     |                   | 15 (Ehingen-Blaubeuren-Laupheim-Münsingen) | Adolf Gröber                             |       | ZEN              |
| Royaume de Wurtemberg                     |                   | 16 (Biberach-Leutkirch-Waldsee-Wangen) | Matthias Erzberger                       |       | ZEN              |
| Royaume de Wurtemberg                     |                   | 17 (Ravensbourg-Tettnang-Saulgau-Riedlingen) | Joseph Leser                             |       | ZEN              |
| Grand-duché de Bade                       |                   | 01 (Constance-Überlingen-Stockach) | Friedrich Hug                            |       | ZEN              |
| Grand-duché de Bade                       |                   | 02 (Donaueschingen-Villingen) | Josef Duffner                            |       | ZEN              |
| Grand-duché de Bade                       |                   | 03 (Waldshut-Säckingen-Neustadt-en-Forêt-Noire) | Ernst Adolf Birkenmayer                  |       | ZEN              |
| Grand-duché de Bade                       |                   | 04 (Lörrach-Müllheim) | Ernst Blankenhorn                        |       | NLP              |
| Grand-duché de Bade                       |                   | 05 (Fribourg-Emmendingen) | Carl Hauser                              |       | ZEN              |
| Grand-duché de Bade                       |                   | 06 (Lahr-Wolfach) | Constantin Fehrenbach                    |       | ZEN              |
| Grand-duché de Bade                       |                   | 07 (Offenbourg-Kehl) | Julius Schüler                           |       | ZEN              |
| Grand-duché de Bade                       |                   | 08 (Rastatt-Bühl-Baden-Baden) | Franz Xaver Lender                       |       | ZEN              |
| Grand-duché de Bade                       |                   | 09 (Pforzheim-Ettlingen) | Emil Eichhorn                            |       | SPD              |
| Grand-duché de Bade                       |                   | 10 (Karlsruhe-Bruchsal) | Adolf Geck                               |       | SPD              |
| Grand-duché de Bade                       |                   | 11 (Mannheim) | Ludwig Frank                             |       | SPD              |
| Grand-duché de Bade                       |                   | 12 (Heidelberg-Mosbach) | Anton Josef Beck                         |       | NLP              |
| Grand-duché de Bade                       |                   | 13 (Bretten-Sinsheim) | Johannes Rupp                            |       | BDL              |
| Grand-duché de Bade                       |                   | 14 (Tauberbischofsheim-Buchen) | Johann Anton Zehnter                     |       | ZEN              |
| Grand-duché de Hesse                      |                   | 01 (Giessen) | Philipp Köhler                           |       | Antisémite (DSP) |
| Grand-duché de Hesse                      |                   | 02 (Friedberg-Büdingen) | Waldemar von Oriola                      |       | NLP              |
| Grand-duché de Hesse                      |                   | 03 (Lauterbach-Alsfeld-Schotten) | Friedrich Bindewald                      |       | Antisémite (Ref) |
| Grand-duché de Hesse                      |                   | 04 (Darmstadt-Groß-Gerau) | Arthur Osann                             |       | NLP              |
| Grand-duché de Hesse                      |                   | 05 (Offenbach-Dieburg) | Carl Ulrich                              |       | SPD              |
| Grand-duché de Hesse                      |                   | 06 (Erbach-Bensheim) | Wilhelm Haas                             |       | NLP              |
| Grand-duché de Hesse                      |                   | 07 (Worms-Heppenheim) | Cornelius Wilhelm von Heyl zu Herrnsheim |       | NLP              |
| Grand-duché de Hesse                      |                   | 08 (Bingen-Alzey) | Philip Keller                            |       | BDL              |
| Grand-duché de Hesse                      |                   | 09 (Mayence-Oppenheim) | Eduard David                             |       | SPD              |
| Grand-duché de Mecklembourg-Schwerin      |                   | 01 (Hagenow-Toddin-Bakendorf-Lübtheen-Grevesmühlen -Grevesmühlen-Plüschow-Wittenburg-Walsmühlen-Zarrentin-Wittenburg) | Otto von Bothmer                         |       | FVg              |
| Grand-duché de Mecklembourg-Schwerin      |                   | 02 (Schwerin-Chevalerie-Schwerin-Domaine-Crivitz-Chevalerie -Crivitz-Domaine-Wismar-Poel-Mecklembourg-Redentin-Gadebusch -Gadebusch-Rehna-Mecklembourg-Sternberg -Warin-Neukloster-Sternberg-Tempzin)                       | Wilhelm Dröscher                         |       | DKP              |
| Grand-duché de Mecklembourg-Schwerin      |                   | 03 (Boizenburg-Chevalerie-Boizenburg-Domaine-Dobbertin-Dömitz -Goldberg-Grabow-Grabow-Eldena-Lübz-Lübz-Marnitz -Neustadt-en-Mecklembourg-Abbaye-Neustadt-en-Mecklembourg-Chevalerie -Neustadt-en-Mecklembourg-Domaine-Plau) | Hermann Pachnicke                        |       | FVg              |
| Grand-duché de Mecklembourg-Schwerin      |                   | 04 (Gnoien-Dargun-Gnoien-Neukalen-Ivenack-Malchow-Neukalen -Stavenhagen-Chevalerie-Stavenhagen-Domaine-Wredenhagen-Chevalerie -Wredenhagen-Domaine)                                                                         | Ludolf von Maltzan                       |       | DKP              |
| Grand-duché de Mecklembourg-Schwerin      |                   | 05 (Bützow-Chevalerie-Bützow-Domaine-Bützow-Rühn-Doberan -Ribnitz-Abbaye-Ribnitz-Chevalerie-Ribnitz-Domaine -Toitenwinkel zu Rostock)                                                                                       | Hans Linck                               |       | NLP              |
| Grand-duché de Mecklembourg-Schwerin      |                   | 06 (Güstrow-Rossewitz-Güstrow-Schwaan-Chevalerie-Schwaan-Domaine) | Carl von Treuenfels                      |       | DKP              |
| Grand-duché de Saxe-Weimar-Eisenach       |                   | 01 (Weimar-Apolda) | Walther Graef                            |       | Antisémite (WV)  |
| Grand-duché de Saxe-Weimar-Eisenach       |                   | 02 (Eisenach-Dermbach) | Wilhelm Schack                           |       | Antisémite (DSP) |
| Grand-duché de Saxe-Weimar-Eisenach       |                   | 03 (Iéna-Neustadt-sur-l'Orla) | Paul Lehmann                             |       | NLP              |
| Grand-duché de Mecklembourg-Strelitz      |                   | 01 (Neustrelitz, Neubrandenbourg-Schönberg) | Rudolf Nauck                             |       | DRP              |
| Grand-duché d'Oldenbourg                  |                   | 01 (Oldenbourg-Eutin-Birkenfeld) | Johann Ahlhorn                           |       | FVp              |
| Grand-duché d'Oldenbourg                  |                   | 02 (Jever-Rüstringen-Brake-Westerstede-Varel-Elsfleth-Butjadingen) | Albert Traeger                           |       | FVp              |
| Grand-duché d'Oldenbourg                  |                   | 03 (Vechta-Delmenhorst-Cloppenburg-Wildeshausen-Friesoythe) | Eduard Burlage                           |       | ZEN              |
| Duché de Brunswick                        |                   | 01 (Brunswick-Blankenburg) | Conrad Langerfeldt                       |       | Sans étiquette   |
| Duché de Brunswick                        |                   | 02 (Helmstedt-Wolfenbüttel) | Fritz von Kaufmann                       |       | NLP              |
| Duché de Brunswick                        |                   | 03 (Holzminden-Gandersheim) | Kurd von Damm                            |       | Antisémite (WV)  |
| Duché de Saxe-Meiningen                   |                   | 01 (Meiningen-Hildburghausen) | Ernst Müller-Meiningen                   |       | FVp              |
| Duché de Saxe-Meiningen                   |                   | 02 (Sonneberg-Saalfeld) | Adalbert Enders                          |       | FVp              |
| Duché de Saxe-Altenbourg                  |                   | 01 (Altenbourg-Roda) | Edmund Schmidt                           |       | DRP              |
| Duché de Saxe-Cobourg et Gotha            |                   | 01 (Cobourg) | Burkhardt Quarck                         |       | NLP              |
| Duché de Saxe-Cobourg et Gotha            |                   | 02 (Gotha) | Ernest II de Hohenlohe-Langenburg        |       | DRP              |
| Duché d'Anhalt                            |                   | 01 (Dessau-Zerbst) | Karl Schrader                            |       | FVg              |
| Duché d'Anhalt                            |                   | 02 (Bernbourg-Köthen-Ballenstedt) | Hermann Trautmann                        |       | NLP              |
| Principauté de Schwarzbourg-Rudolstadt    |                   | 01 (Königsee-Frankenhausen) | Eduard Müller                            |       | NLP              |
| Principauté de Schwarzbourg-Sondershausen |                   | 01 (Sondershausen-Arnstadt-Gehren-Ebeleben) | Felix Bärwinkel                          |       | NLP              |
| Principauté de Waldeck-Pyrmont            |                   | 01 (Eider-Twiste-Eisenberg-Pyrmont) | Heinz Potthoff                           |       | FVg              |
| Principauté de Reuss branche aînée        |                   | 01 (Greiz-Burgk) | Julius Arnold                            |       | DKP              |
| Principauté Reuss branche cadette         |                   | 01 (Gera-Schleiz) | Max Horn                                 |       | NLP              |
| Principauté de Schaumbourg-Lippe          |                   | 01 (Bückeburg-Stadthagen) | Heinrich Brunstermann                    |       | DRP              |
| Principauté de Lippe                      |                   | 01 (Blomberg-Brake-Detmold-Lipperode-Cappel-Schötmar) | Adolf Neumann-Hofer                      |       | FVg              |
| Lübeck                                    |                   | 01 (Lübeck) | Theodor Schwartz                         |       | SPD              |
| Brême                                     |                   | 01 (Brême-Bremerhaven) | Hinrich Hormann                          |       | FVp              |
| Hambourg                                  |                   | 01 (Neustadt-St. Pauli) | August Bebel                             |       | SPD              |
| Hambourg                                  |                   | 02 (Altstadt-Saint-Georges-Hammerbrook) | Johann Heinrich Wilhelm Dietz            |       | SPD              |
| Hambourg                                  |                   | 03 (Hambourg-Campagne-Landherrenschaften) | Wilhelm Metzger                          |       | SPD              |
| Alsace-Lorraine                           |                   | 01 (Altkirch-Thann) | Eugène Ricklin                           |       | Alsace-Lorraine  |
| Alsace-Lorraine                           |                   | 02 (Mulhouse) | Leopold Emmel                            |       | SPD              |
| Alsace-Lorraine                           |                   | 03 (Colmar) | Jacques Preiss                           |       | Alsace-Lorraine  |
| Alsace-Lorraine                           |                   | 04 (Guebwiller) | Karl Hauss                               |       | ZEN              |
| Alsace-Lorraine                           |                   | 05 (Ribeauvillé) | Émile Wetterlé                           |       | Alsace-Lorraine  |
| Alsace-Lorraine                           |                   | 06 (Sélestat) | Leo Vonderscheer                         |       | ZEN              |
| Alsace-Lorraine                           |                   | 07 (Molsheim-Erstein) | Nicolas Delsor                           |       | Alsace-Lorraine  |
| Alsace-Lorraine                           |                   | 08 (Strasbourg-Ville) | Bernhard Böhle                           |       | SPD              |
| Alsace-Lorraine                           |                   | 09 (Strasbourg-Campagne) | Dionysius Will                           |       | ZEN              |
| Alsace-Lorraine                           |                   | 10 (Hagenau-Wissembourg) | Heinrich Wiltberger                      |       | Alsace-Lorraine  |
| Alsace-Lorraine                           |                   | 11 (Saverne) | Jean Hoeffel                             |       | DRP              |
| Alsace-Lorraine                           |                   | 12 (Sarreguemines-Forbach) | François Hoën                            |       | ZEN              |
| Alsace-Lorraine                           |                   | 13 (Boulay-Thionville-Est-Thionville-Ouest) | Charles de Wendel                        |       | Alsace-Lorraine  |
| Alsace-Lorraine                           |                   | 14 (Metz-Ville-Metz-Campagne) | Albert Grégoire                          |       | Alsace-Lorraine  |
| Alsace-Lorraine                           |                   | 15 (Sarrebourg-Château-Salins) | Jean François Labroise                   |       | Alsace-Lorraine  |